# راؤول لوي
راؤول سيدريك لوي (بالفرنسية: Raoul Loé)‏ (مواليد 31 يناير 1989) هو لاعب كرة قدم كاميروني يلعب حاليًا لصالح نادي أوساسونا.

## المسيرة الدولية
في 1 يونيو 2013، استدعي لوي لقائمة منتخب الكاميرون لأول مرة، ولعب مباراته الدولية الأولى في اليوم التالي أمام أوكرانيا في المباراة الودية التي انتهت بالتعادل السلبي 0-0.

## روابط خارجية
- صفحة اللاعب على موقع نادي أوساسونا (بالإسبانية)
- صفحة اللاعب على BDFutbol
- صفحة اللاعب على Futbolme (بالإسبانية)
- راؤول لوي على موقع قاعدة بيانات كرة القدم.إي يو (الإنجليزية)
- راؤول لوي على موقع ليكيب (الفرنسية)
- راؤول لوي على موقع ناشيونال فوتبول تيمز (الإنجليزية)
- راؤول لوي على موقع Soccerway.com (الإنجليزية)
- راؤول لوي على موقع AS.com (الإسبانية)
- صفحة اللاعب على سوكر واي